# 志賀村 (和歌山県)
志賀村（しがむら）は、和歌山県日高郡にあった村。現在の日高町志賀・小池にあたる。

## 地理
- 海洋：紀伊水道
- 島嶼：蟻島
- 山岳：瀬山、東高坪山、西山
- 河川：志賀川
- 岬：ムロノキ鼻

## 歴史
- 1889年（明治22年）4月1日 - 町村制の施行により、志賀村・小池村・方杭村の一部（飛地）の区域をもって発足。
- 1954年（昭和29年）10月1日 - 内原村・比井崎村と合併して日高町が発足。同日村廃止。